# Seules les femmes savent mentir
Pour plus de détails, voir Fiche technique et Distribution.
Seules les femmes savent mentir (My Wife's Best Friend) est un film américain réalisé par Richard Sale, sorti en 1952.

## Fiche technique
- Titre original : My Wife's Best Friend
- Titre français : Seules les femmes savent mentir
- Réalisation : Richard Sale
- Scénario : Isobel Lennart
- Direction artistique : Mark-Lee Kirk (en) et Lyle Wheeler
- Décors : Thomas Little et Stuart A. Reiss
- Photographie : Leo Tover
- Montage : Robert L. Simpson
- Musique : Leigh Harline
- Société de production : 20th Century Fox
- Pays de production: États-Unis
- Format : Noir et blanc - 1,37:1
- Genre : comédie romantique
- Durée : 87 minutes
- Date de sortie : 1952

## Distribution
- Anne Baxter : Virginia Mason
- Macdonald Carey : George Mason
- Cecil Kellaway : Thomas Chamberlain
- Max Showalter : Pete Bentham
- Catherine McLeod : Jane Richards
- Leif Erickson : Nicholas Reed
- Frances Bavier : Mme Chamberlain
- Mary Sullivan : Flossy Chamberlain
- Martin Milner : Buddy Chamberlain